# Brandnetelbladroller
De brandnetelbladroller (Celypha lacunana), is een vlinder uit de familie Tortricidae, de bladrollers. De spanwijdte van de vlinder bedraagt 16 tot 18 millimeter. De soort overwintert als rups. De soort komt verspreid over het Palearctisch gebied voor.

## Waardplanten
De brandnetelbladroller heeft allerlei kruidachtige planten, waaronder ook brandnetel als waardplanten.

## Voorkomen in Nederland en België
De brandnetelbladroller is in Nederland en in België een algemene soort. De soort vliegt van eind april tot en met september.